# 扶歡縣
扶歡縣，中国古县名。
唐朝时设置，屬江南道溱州，以縣東扶歡山為名，今貴州省思南縣西南50里；宋朝徙置，屬羈縻夔州路重慶府溱州。今綦江縣南。